# Anoplolepis pernix
Anoplolepis pernix é uma espécie de formiga do gênero Anoplolepis, pertencente à subfamília Formicinae.